# Matthew McConaughey

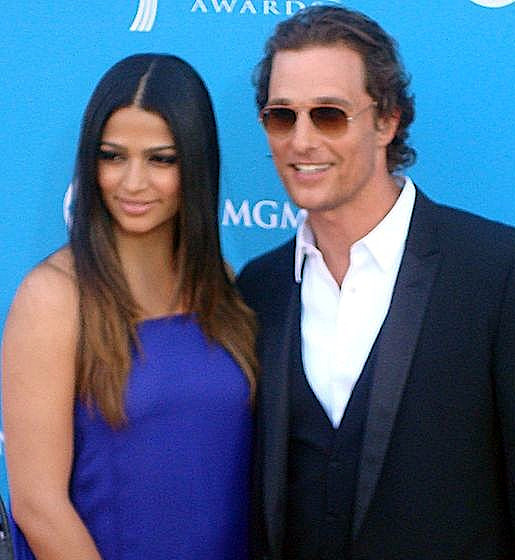
Matthew McConaughey

Matthew David McConaughey (/məˈkɑːnəheɪ/; n. 4 noiembrie 1969, Uvalde⁠(d), Texas, SUA) este un actor american, câștigător al premiului Oscar pentru cel mai bun actor în filmul Dallas Buyers Club. A apărut în filme precum Vremea răzbunării, Contact, U-571, O mică problemă, Sahara sau Noi suntem Marshall, dar și Eu cu cine mă mărit?, Cum să scapi de un tip în 10 zile, Cum să dai afară din casă un burlac de 30 de ani, Fantomele fostelor iubite, Aurul nebunilor, Avocatul din limuzină, Lupul de pe Wall Street sau Interstellar: Călătorind prin univers.

## Biografie
Este cel mai tânăr copil dintre cei trei ai soților McConaughey. S-a născut în Uvalde, Texas, fiul lui Mary Kathleen, o educatoare, și James Donald McConaughey, proprietar de stație de carburant, care a făcut și sport de performanță, jucând fotbal american pentru Kentucky Wildcats și Houston Cougars. Matthew McConaughey are descendenți englezi, irlandezi, suedezi și germani. Părinții săi au divorțat și căsătorit de mai multe ori. S-a mutat în adolescență în Texas, unde a urmat cursurile Liceului Longview⁠(d) și a fost votat drept cel mai chipeș băiat din liceu. În 1998 a locuit în Warnervale, New South Wales, Australia⁠(d), ca parte a unui schimb de experiență între studenți. A urmat cursurile Facultății de Comunicare din cadrul Universității Texas din Austin și a fost membru al fraternității Delta Tau Delta. În anii 2000 a jucat în mai multe comedii romantice.

## Filmografie
| An   | Titlu                                          | Rol                   | Note |
| ---- | ---------------------------------------------- | --------------------- | --- |
| 1993 | My Boyfriend's Back                            | Guy #2                | Film debut |
| 1993 | Dazed and Confused                             | David Wooderson       | |
| 1994 | Angels in the Outfield                         | Ben Williams          | |
| 1994 | Texas Chainsaw Massacre: The Next Generation   | Vilmer Slaughter      | |
| 1995 | Boys on the Side                               | Officer Abe Lincoln   | |
| 1995 | Glory Daze                                     | Rental Truck Guy      | |
| 1996 | A Time to Kill                                 | Jake Tyler Brigance   | MTV Movie Award for Best Breakthrough Performance Nominated—Chicago Film Critics Association Award for Most Promising Actor |
| 1996 | Lone Star                                      | Buddy Deeds           | |
| 1996 | Larger than Life                               | Tip Tucker            | |
| 1997 | Amistad                                        | Roger Sherman Baldwin | |
| 1997 | Contact                                        | Palmer Joss           | Nominated—Blockbuster Entertainment Award for Favorite Actor — Drama |
| 1998 | Making Sandwiches                              | Bud Hoagie            | Short |
| 1998 | The Newton Boys                                | Willis Newton         | |
| 1999 | EDtv                                           | Ed "Eddie" Pekurny    | |
| 2000 | U-571                                          | Lt. Andrew Tyler      | Nominated—Blockbuster Entertainment Award for Favorite Actor — Action |
| 2001 | The Wedding Planner                            | Steve "Eddie" Edison  | |
| 2002 | Reign of Fire                                  | Denton Van Zan        | |
| 2002 | Thirteen Conversations About One Thing         | Troy                  | Florida Film Critics Circle Award for Best Cast |
| 2002 | Frailty                                        | "Fenton/Adam Meiks"   | |
| 2003 | Tiptoes                                        | Steven Bedalia        | |
| 2003 | How To Lose a Guy In 10 Days                   | Benjamin Barry        | |
| 2005 | Two for the Money                              | Brandon Lang          | |
| 2005 | Sahara                                         | Dirk Pitt             | |
| 2005 | Magnificent Desolation: Walking on the Moon 3D | Al Bean               | Voice |
| 2006 | We Are Marshall                                | Jack Lengyel          | |
| 2006 | Failure to Launch                              | Tripp                 | |
| 2008 | Fool's Gold                                    | Ben "Finn" Finnegan   | |
| 2008 | Tropic Thunder                                 | Rick Peck             | |
| 2008 | Surfer, Dude                                   | Steve Addington       | |
| 2009 | Ghosts of Girlfriends Past                     | Connor Mead           | |
| 2011 | The Lincoln Lawyer                             | Mickey Haller         | |
| 2011 | Bernie                                         | Danny Buck Davidson   | Austin Film Critics Association Special Honorary Award Central Ohio Film Critics Association Award for Actor of the Year National Society of Film Critics Award for Best Supporting Actor New York Film Critics Circle Award for Best Supporting Actor Nominated—Chlotrudis Award for Best Supporting Actor Nominated—Gotham Award for Best Ensemble Cast |
| 2012 | Mud                                            | Mud                   | Central Ohio Film Critics Association Award for Actor of the Year Oklahoma Film Critics Circle Award or Best Body of Work Nominated—Detroit Film Critics Society Award for Best Supporting Actor Nominated—Online Film Critics Society Award for Best Supporting Actor Nominated—Phoenix Film Critics Society Award for Best Supporting Actor |
| 2012 | Killer Joe                                     | Killer Joe Cooper     | Austin Film Critics Association Special Honorary Award Central Ohio Film Critics Association Award for Actor of the Year Saturn Award for Best Actor Nominated—Independent Spirit Award for Best Male Lead Nominated—San Diego Film Critics Society Award for Best Supporting Actor |
| 2012 | Magic Mike                                     | Dallas                | Austin Film Critics Association Special Honorary Award Central Ohio Film Critics Association Award for Actor of the Year Independent Spirit Award for Best Supporting Male National Society of Film Critics Award for Best Supporting Actor New York Film Critics Circle Award for Best Supporting Actor Nominated—Broadcast Film Critics Association Award for Best Supporting Actor |
| 2012 | The Paperboy                                   | Ward James            | Austin Film Critics Association Special Honorary Award Central Ohio Film Critics Association Award for Actor of the Year |
| 2013 | Dallas Buyers Club                             | Ron Woodroof          | Alliance of Women Film Journalists Award for Best Actor Broadcast Film Critics Association Award for Best Actor Central Ohio Film Critics Association Award for Actor of the Year Dallas–Fort Worth Film Critics Association Award for Best Actor Denver Film Critics Society Award for Best Actor Detroit Film Critics Society Award for Best Actor Dorian Award for Best Actor Palm Springs International Film Festival – Desert Palm Achievement Award Golden Globe Award for Best Actor – Motion Picture Drama Gotham Independent Film Award for Best Actor Hollywood Film Festival Award for Actor of the Year Las Vegas Film Critics Society Award for Best Actor Nevada Film Critics Society Award for Best Actor Oklahoma Film Critics Circle Award or Best Body of Work Phoenix Film Critics Society Award for Best Actor Rome Film Festival Award for Best Actor Screen Actors Guild Award for Outstanding Performance by a Male Actor in a Leading Role Southeastern Film Critics Association Award for Best Actor (2nd place) Toronto Film Critics Association Award for Best Actor (3rd place) Pending—Academy Award for Best Actor Pending—Independent Spirit Award for Best Male Lead Pending—Satellite Award for Best Actor – Motion Picture Nominated—AACTA Award for Best Actor in a Leading Role Nominated—Central Ohio Film Critics Association Award for Best Actor Nominated—Chicago Film Critics Association Award for Best Actor Nominated—Georgia Film Critics Association Award for Best Actor Nominated—Houston Film Critics Society Award for Best Actor Nominated—Indiana Film Critics Association Award for Best Actor Nominated—North Carolina Film Critics Association Award for Best Actor Nominated—Screen Actors Guild Award for Outstanding Performance by a Cast in a Motion Picture Nominated—St. Louis Gateway Film Critics Association Award for Best Actor Nominated—San Diego Film Critics Society Award for Best Actor Nominated—San Francisco Film Critics Circle Award for Best Actor Nominated—Vancouver Film Critics Circle Award for Best Actor Nominated—Washington D.C. Area Film Critics Association Award for Best Actor |
| 2013 | The Wolf of Wall Street                        | Mark Hanna            | Central Ohio Film Critics Association Award for Actor of the Year Oklahoma Film Critics Circle Award or Best Body of Work |
| 2014 | Interstellar                                   | Cooper                | |
| 2015 | The Sea of Trees                               | Arthur Brennan        | |
| 2016 | Free State of Jones                            | Newton Knight         | |
| 2016 | Gold                                           | Kenny Wells           | |

| Year      | Title              | Role                     | Notes                                    |
| --------- | ------------------ | ------------------------ | ---------------------------------------- |
| 1992      | Unsolved Mysteries | Larry Dickens            | Episode #5.12                            |
| 1999      | King of the Hill   | Rad Thidbodeaux          | Voice Episode: The Wedding of Bobby Hill |
| 2000      | Sex and the City   | Himself                  | Episode: "Escape from New York"          |
| 2010–2012 | Eastbound & Down   | Roy McDaniel/Texas Scout | 3 episodes                               |
| 2014      | True Detective     | Rustin "Rust" Cohle      | 8 episodes Executive producer            |